# Тала (Арецо)
Тала је насеље у Италији у округу Арецо, региону Тоскана.
Према процени из 2011. у насељу је живело 431 становника. Насеље се налази на надморској висини од 356 м.

## Партнерски градови
- Pont-du-Casse